# Замкнутая моноидальная категория
В теория категорий, замкнутая моноидальная категория — это категория, позволяющая брать тензорные произведения объектов, а также рассматривать объекты, соответствующие множествам морфизмов. Классический пример — категория множеств, в которой существует декартово произведение множеств, а также множество функций между двумя множествами. «Объект, соответствующий множеству морфизмов» обычно называют внутренним Hom.

## Определение
Симметричная моноидальная категория {\displaystyle {\mathcal {C}}} называется замкнутой, если для любого её объекта {\displaystyle B} функтор, задаваемый тензорным умножением на {\displaystyle B} справа:
{\displaystyle A\mapsto A\otimes B}
имеет правый сопряженный, обозначаемый
{\displaystyle A\mapsto (B\Rightarrow A).}
Это значит, что существует биекция, называемая 'каррированием', между множествами
{\displaystyle {\text{Hom}}_{\mathcal {C}}(A\otimes B,C)\cong {\text{Hom}}_{\mathcal {C}}(A,B\Rightarrow C)}
которая естественна по A и по C.
Эквивалентным образом, замкнутая моноидальная категория {\displaystyle {\mathcal {C}}} — это категория, снабженная, для любых двух объектов A и B,
- объектом {\displaystyle A\Rightarrow B},
- и морфизмом {\displaystyle \mathrm {eval} _{A,B}:(A\Rightarrow B)\otimes A\to B},

удовлетворяющих следующему универсальному свойству: для любого морфизма
{\displaystyle f:X\otimes A\to B}
существует единственный морфизм
{\displaystyle h:X\to A\Rightarrow B}
такой что
{\displaystyle f=\mathrm {eval} _{A,B}\circ (h\otimes \mathrm {id} _{A}).}
Можно показать, что эта конструкция задает функтор {\displaystyle \Rightarrow :C^{op}\otimes C\to C}. Этот функтор называется внутренним функтором Hom. Для объекта {\displaystyle A\Rightarrow B} используются многие другие обозначения, например, когда тензорное произведение в C — декартово произведение множеств, он обычно обозначается {\displaystyle B^{A}} и называется экспоненциалом.

## Бизамкнутые категории
В случае симметричной моноидальной категории функторы тензорного умножения слева и тензорного умножения справа естественно изоморфны, поэтому для определения замкнутости можно использовать любой из них. Если же категория несимметрична, приведенное выше определение соответствует моноидальной категории, замкнутой справа, поскольку мы потребовали только, что тензорное умножение на объект {\displaystyle A} справа имеет правый сопряженный функтор. Замкнутая слева моноидальная категория — это та, в которой тензорное умножение на объект {\displaystyle A} слева
{\displaystyle B\mapsto A\otimes B}
имеет левый сопряженный
{\displaystyle B\mapsto (B\Leftarrow A)}
Бизамкнутая моноидальная категория — это моноидальная категория, которая замкнута слева и справа.

## Примеры
- Как уже было сказано выше, категория Set является замкнутой моноидальной. Она также является декартово замкнутой, а любая декартово замкнутая категория является моноидальной замкнутой.
- Категория FdVect конечномерных векторных пространств и линейных отображений, с обычным тензорным произведением, является замкнутой моноидальной. Здесь {\displaystyle A\Rightarrow B} — векторное пространство линейных отображений из {\displaystyle A} в {\displaystyle B} (изоморфное пространству матриц).